# Школа-интернат для глухих детей города Петропавловска
Коммунальное государственное учреждение «Областная специальная (коррекционная) школа-интернат для детей с нарушениями слуха» акимата Северо-Казахстанской области Министерства образования и науки Республики Казахстан (каз. Қазақстан Республикасы Білім және ғылым министрлігі Солтүстік Қазақстан облысы әкімдігінің «Есту кемістігі бар балаларға арналған облыстық арнайы (түзету) мектеп-интернат» коммуналдық мемлекеттік мекемесі) — единственное в Республике Казахстан специальное учебное заведение, дающее детям с нарушениями слуха полное среднее образование. Является одной из старейших школ-интернатов в стране.

## История

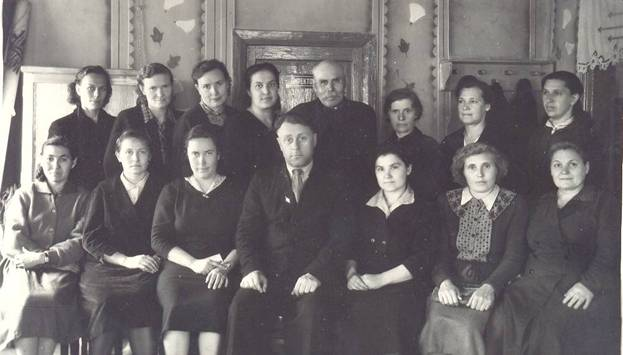
Коллектив школы-интерната для глухонемых детей, 1959 год

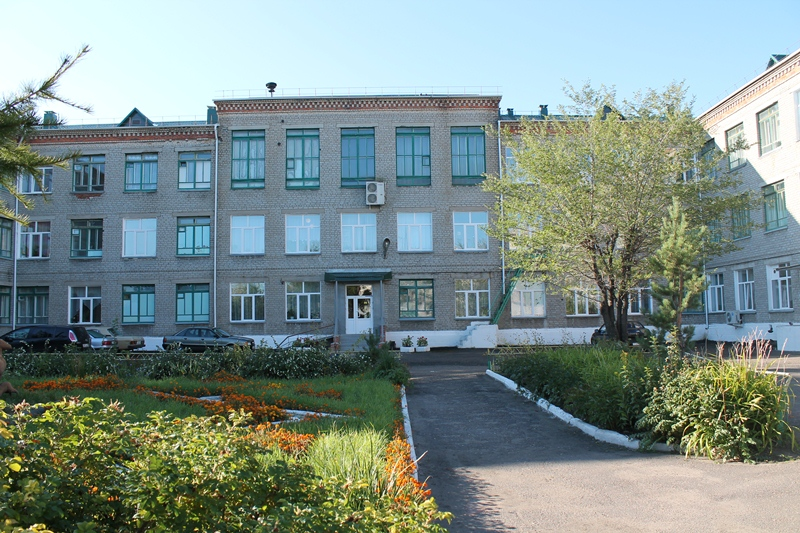
Школа-интернат для глухих детей города Петропавловска

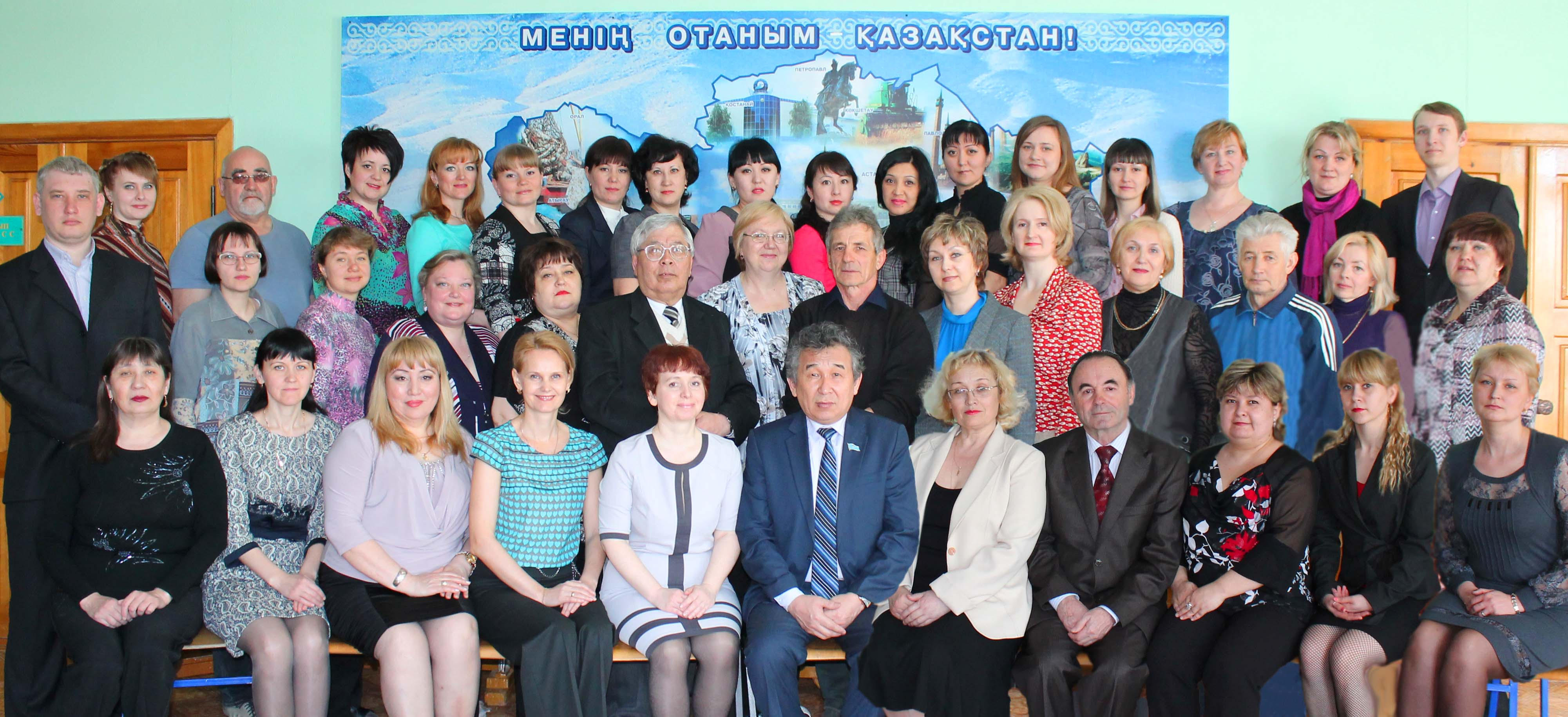
Педагогический коллектив КГУ «Областная специальная (коррекционная) школа-интернат для детей с нарушениями слуха», 2014 год

В 1944 году решением Исполнительного комитета Петропавловского Совета № 17 от 1 сентября 1944 года открыта школа глухонемых детей на 1 класс, состоящий из 10 учащихся. К 1948 году количество учащихся возросло до 30 человек. До 1950 года Петропавловская школа для глухонемых детей существовала как начальная, а в 1951 году был открыт 5 класс, контингент увеличился до 70 воспитанников. С 1952 года школа считалась неполной средней. В штатное расписание добавились такие предметы как: арифметика, русский язык, литература, география, естествознание, история, рисование, физкультура, столярное дело, швейное дело. В 1953 году Указом Министерства Просвещения КазССР были утверждены штаты административно-технического и воспитательного персонала детских домов и школ-интернатов для глухих детей. В штат школы были введены следующие единицы: руководитель кружковой работы, старший пионервожатый, медсестра, завхоз, няни, кастелянша-портниха. С 1959 года в соответствии с постановлением Совета Министров РСФСР «О сроках обучения в общеобразовательных школах для слепых, слабовидящих, тугоухих и глухонемых детей» была изменена продолжительность обучения этих учащихся. В школах для глухих и во 2-м отделении школ для слабослышащих устанавливается 12-летний срок обучения, в течение которого учащимся обеспечивалось неполное среднее образование в объеме 8-летней массовой школы.
В 1967 году школа-интернат получила новое типовое здание на 120 мест с общей площадью в 3365,5 м² со всем необходимым оборудованием. В 1969 году был открыт первый в школе вспомогательный класс.
В 1989 году Приказом Министерства образования СССР школа получила право давать глухим детям полное среднее образование.
В 2014 году школе присвоено почетное звание «Государственное предприятие года 2014» по итогам общегосударственных рейтингов Республики Казахстан.

## Директора школы
- Голикова Александра Федоровна (1951—1953)
- Матюшко Иван Фёдорович (1954—1979)[5]
- Мордвинцева Зинаида Ивановна (1979—1988)
- Пожарницкий Александр Николаевич (1988—1996)
- Скатова Надежда Алексеевна (1996—2009)
- Тажин Жангельды Уакпанович (с 2009 года)

## Материально-техническая база
На земельных участках школы-интерната размещены: основное здание, физкультурно-спортивная, где предусмотрено зона для подвижных игр (футбольное поле, волейбольная, баскетбольная площадки), беговая дорожка, яма для прыжков, площадка с оборудованием и спортивными снарядами, имеется отдельная, огороженная, площадка с асфальтированным покрытием для подвижных игр для младшего возраста, искусственная горка для лыжной подготовки.
Для дошкольной группы воспитанников оборудована групповая площадка с современным оборудованием, беседкой с теневым навесом, оборудование соответствует росту и возрасту детей.
В хозяйственной зоне территории расположены: овощехранилище, склад, гаражи, баня, прачечная. Прачечная расположена в отдельно стоящем здании, стиральными машинами обеспечены. Для помывки детей в отдельно стоящем приспособленном здании, во дворе интерната, размещена баня на 10 помывочных мест.
Всего в школе-интернате 140 комнат, из них 32 учебных кабинета, в том числе 3 мастерские (столярная, швейная, кулинарная), 2 методических кабинета, 16 спален, полностью оснащенных жестким и мягким инвентарем. Функционируют собственные спортивный и тренажерный залы.
Все классы оборудованы звукоусиливающей аппаратурой коллективного пользования «Сонет-01», комплекты звукоусиливающей аппаратуры «Соло» для индивидуальной логопедической работы, индивидуальные слуховые аппараты. Кабинет информатики оборудован компьютерами, интерактивной доской. Имеются 5 интерактивных досок.
Оборудован кабинет самопознания, мультимедийный кабинет русского языка с интерактивной доской, установлены персональные компьютеры в кабинете казахского языка. Имеются интерактивные доски в кабинетах химии, географии, физики, истории.
В интернатном корпусе созданы оптимальные условия для организации учебно-воспитательного процесса и досуга детей во второй половине дня. Интернат оснащен помещениями хозяйственно-бытового, санитарно-гигиенического, культурно-досугового, спортивного и физкультурно-оздоровительного назначения.
Созданы условия для проживания и отдыха воспитанников. Наполняемость спальных комнат, требования к половозрастному различию соблюдены, каждый воспитанник имеет соответствующую его возрасту кровать, тумбочку. А также, в каждой спальне есть прикроватные коврики, в рекреациях — уголки отдыха. Наличие комплекта постельных принадлежностей соответствует норме, промаркировано. В каждой комнате есть телевизор, стол и стулья для игровой и творческой деятельности воспитанников. Созданы условия для хранения предметов личной гигиены. Для девочек функционирует комната личной гигиены, имеются в наличии гладильные доски, стиральная машина.
В медицинском блоке выделены рабочий кабинет, процедурный кабинет, прививочный кабинет, изолятор с отдельным входом и выходом, санузел.
Пищеблок включает обеденный зал, варочный цех, моечную, складские помещения. Холодильное и технологическое оборудование в рабочем состоянии. Разделочный инвентарь укомплектован и промаркирован. Кухонной, столовой и чайной посудой обеспечен (3 комплекта столовой и чайной посуды на 1 ребёнка). Столовая рассчитана на 80 посадочных мест, питание бесплатное, четырёхразовое, для детей дошкольных групп — пятиразовое.

## Организация учебно-воспитательного процесса
Педагогами школы-интерната составлено единственное в Казахстане Тематическое планирование, удовлетворяющее особые образовательные потребности школьников с нарушениями слуха, в том числе с кохлеарными имплантатами. Данное Тематическое планирование позволяет детям с нарушениями слуха получать общее среднее образование, максимально приближенное к требованиям Государственного общеобязательного стандарта. Адаптированное Тематическое планирование предполагает сохранение общих норм образования, действующих в рамках системы среднего общего образования Республики Казахстан, при условии частичного сокращения учебных программ и более низким уровнем требований к учебным достижениям учащихся.
В школе-интернате укомплектованы:
- дошкольные группы для детей от 3 до 6 лет;
- подготовительный класс;
- классы для глухих детей;
- классы для слабослышащих детей;
- классы для слабослышащих и детей с кохлеарными имплантатами;
- классы для детей с комбинированно-комплексными нарушениями (со сложной структурой дефекта);
- класс по программе ЗПР.

Занятия проходят в кабинетах, соответствующих требованиям школы для детей с нарушениями слуха.
Школа-интернат работает по пятидневной рабочей неделе в дошкольных группах — и шестидневной рабочей неделе в 0-12 классах. Занятия проводятся в одну смену и начинаются в 8 часов 15 минут. Продолжительность урока — 45 минут, перемены — 5 и 10 минут, большая перемена 15 минут после третьего урока. Для обеспечения здоровьесберегающего, щадяще-охранительного режима на уроках и занятиях учителя и воспитатели организуют пятиминутные динамические паузы.
Во второй половине дня проводятся индивидуальные коррекционные занятия, подготовка домашнего задания, внеклассные занятия, работа кружков, культурно-спортивные и оздоровительные мероприятия. В рамках реализации Программы развития инклюзивного образования в РК многие мероприятия проходят совместно со слышащими сверстниками.